# US Forbach
US Forbach, właśc. Union Sportive de Forbach – francuski klub piłkarski z siedzibą w Forbach.

## Historia
Klub został założony 25 sierpnia 1909. W swojej historii rozegrał 9 sezonów w drugiej lidze (w latach 1957–1966). Występował też przez 10 sezonów na poziomie trzeciej ligi, po raz ostatni w edycji 1988/1989.

### Historia występów w drugiej lidze
| Sezon   | Liga       | Miejsce      |
| ------- | ---------- | ------------ |
| 1957/58 | Division 2 | 6.           |
| 1958/59 | Division 2 | 11.          |
| 1959/60 | Division 2 | 15.          |
| 1960/61 | Division 2 | 15.          |
| 1961/62 | Division 2 | 16.          |
| 1962/63 | Division 2 | 13.          |
| 1963/64 | Division 2 | 17.          |
| 1964/65 | Division 2 | 15.          |
| 1965/66 | Division 2 | 16. (spadek) |

## Reprezentanci kraju grający w klubie
Stan na grudzień 2023
|  | - Mbala Mbuta Biscotte - Guillaume Bieganski - Daniel Carpentier - Bruno Ferrero - Carmelo Micciche - Julien Stopyra - Serge Patrick Kwetche - Roman Ogaza - Alhassan Bangura - Sékou Touré |